# ツィンテル
ツィンテルは、かつてマセキ芸能社で活動していたお笑いコンビ。2015年12月14日解散。

## メンバー
- 勢登 健雄（せと たけお、1980年1月25日（45歳） - ）
  - 石川県七尾市出身。身長180cm、体重72㎏。東貴博似のイケメンで、痩せているのが特徴。

趣味は服を安く買う事、目的地までの最短距離を調べる事、特技はシンガーソングライティング(作詞作曲)、能登弁。
コンビ解散後はピン芸人「せとたけお」として活動するも、現在は本名に戻している。
- 倉沢 学（くらさわ がく、1978年1月23日（47歳） - ）
  - 静岡県熱海市出身。東京都育ち。身長158cm、体重57㎏。

趣味はドラマや映画のシーンの完全コピー。留学経験者で特技は英会話。
コンビ解散後は俳優へ転身。

## 概要
キングオブコントでは5年連続準決勝進出。
元々は小島フェニックス、かあきじいんず、伊藤大輔の5人組で演劇ユニットとして活動していた。その後、勢登と倉沢の二人でお笑い芸人｢ツィンテル｣として活動し始める。
主に俳優経験を活かしたコント。持ちネタには、会話の中にイタリア料理、朝鮮料理、お酒などの名前を盛り込んだものがある。
コントが始まってから、勢登（ネタによっては倉沢）が途中で「コント、○○」と題名を言う。
ボケ・ツッコミの役割は決まってはおらず、ネタによって異なる。
2013年5月3日、球磨焼酎大使に任命。
2015年12月14日、マセキ芸能社のライブ「ライラックブルー」において、浜口浜村とともに解散を発表した。

## 出演

### TV
- 爆笑オンエアバトル（NHK） - 戦績2勝1敗 最高429KB
- オンバト+（NHK総合） - 戦績6勝6敗 最高521KB
- 爆笑レッドシアター（フジテレビ、2009年6月17日） - 番組内の「ホワイトシアター」に出演。
- 爆笑レッドカーペット（フジテレビ） - キャッチコピーは「シャレてるショートストーリー」
- ロケットライブ（フジテレビ、2013年1月30日）
- ナイツのHIT商品会議室（千葉テレビ放送、2013年3月 - 4月） - 事務所の先輩であったやまもとまさみの退社に伴い、やまもとの後任として「永遠のマンスリーゲスト」として出演。
- SASUKE（TBSテレビ） - 挑戦者（勢登のみ）
- リアル脱出ゲームTV（TBSテレビ、2013年8月14日、2014年1月3日、2014年4月 - ）
- おはスタ（テレビ東京、2013年12月16日） - 『ひなこ姫を起こせ!』に出演。
- ほっとセレクション 台東・すみだ・江戸川（J:COM）
- 特捜警察ジャンポリス（テレビ東京、2015年）
- 月曜から絶好調!!（北陸放送）

### 舞台
- ルーレット (2007年2月3,4日)
- ループ (2007年7月14-16日)
- せとたけお (2007年10月6,7日)
- だぶだぶ (2008年2月1-3日)
- WAVE (2008年8月30日-9月1日)
- 石川五人囃子 (2008年11月1,2日)
- 女鼠小僧笑譚 (2013年5月9-12日)

他

### ライブ
- マセキ芸能社 パンキッシュガーデン（ライジングオレンジ、ライラックブルー他）
- ラ・ママ 新人コント大会
- 若武者（K-PRO主催）
- トッパレ（K-PRO主催）

他 多数

### 単独ライブ
- ツィンテル単独ライブ「ライブ、芝居じみてる男たち」（2010年8月22日、新宿シアターモリエール）
- ツィンテル第2回単独ライブ「ライブ、寒さ知らずな男たち」（2011年8月19日、新宿シアターモリエール）
- ツィンテル第3回単独ライブ「アンチエイジング」（2012年8月17,18日、ウッディーシアター中目黒）
- ツィンテル第4回単独ライブ「テスト」（2013年6月29日、新宿シアターモリエール）
- ツィンテル第5回単独ライブ「FAKE」（2014年7月17-19日、東京・劇場HOPE）
- ツィンテル第6回単独ライブ「ぼくらのバックグラウンドミュージック」（2015年7月18,19日、東京・劇場MOMO）

### DVD
- ネターミテーナー（2013年5月22日発売、コンテンツリーグ）

### インターネット
- ツィンテル入ってる！（ニコニコ生放送）
- 手塚治虫オフィシャルサイト内「空想コミックバラエティ ブラック・ジャンク」[3]